# Девід Мей
Девід Мей (англ. David May, нар. 24 червня 1970, Олдем) — англійський футболіст, що грав на позиції захисника.
Виступав, зокрема, за клуби «Блекберн Роверз» та «Манчестер Юнайтед».

## Ігрова кар'єра
У дорослому футболі дебютував 1988 року виступами за команду клубу «Блекберн Роверз», в якій провів шість сезонів, взявши участь у 123 матчах чемпіонату.  Більшість часу, проведеного у складі «Блекберн Роверз», був основним гравцем захисту команди.
Своєю грою за цю команду привернув увагу представників тренерського штабу клубу «Манчестер Юнайтед», до складу якого приєднався 1994 року. Відіграв за команду з Манчестера наступні дев'ять сезонів своєї ігрової кар'єри, протягом яких стати гравцем основного складу не зумів. Регулярно виходив на поле лише під час сезону 1996/97 — після того, як команду залишив баготорічний основний центральний захисник Стів Брюс, і до того, як її лави поповнили норвежець Геннінг Берг і нідерландець Яп Стам, які й повернули Мея на лаву для запасних. Протягом 1999–2000 на умовах оренди також грав за «Гаддерсфілд Таун».
Згодом з 2003 по 2004 рік грав у складі «Бернлі».
Завершив ігрову кар'єру у нижчоліговому «Бакуп Боро», за команду якого виступав протягом 2005—2006 років.

## Досягнення
- Чемпіон Англії:

«Манчестер Юнайтед»: 1995-96, 1996-97
- Володар Кубка Англії:

«Манчестер Юнайтед»: 1995-96, 1998-99
- Володар Суперкубка Англії з футболу:

«Манчестер Юнайтед»: 1994, 1996
- Володар Кубка Футбольної ліги:

«Манчестер Юнайтед»: 2005-06, 2008-09, 2009-10
- Переможець Ліги чемпіонів УЄФА:

«Манчестер Юнайтед»: 1998–1999